# Marajó
Marajó (izvorno na portugalskom Ilha de Marajó) je veliki riječni otok na delti Amazone u brazilskoj državi Pará, površine 40 145 km². Otok se nalazi u istoimenom otočju od kojih 3 000 otoka u kojem je on najveći, po površini veći od Belgije, prekriven bujnom tropskom vegetacijom na zapadu, i savanama na istoku. Otok je poznat i po fenomenu golemih plimnih valova, poznatih kao pororoca, koji nastaju na mjestu gdje se susreću vode Amazone s Atlantikom. Valovi visoki oko 4 metra putuju 300 km uzvodno Amazonom, brzinom od 30 kilometara na sat, što je počelo privlačiti i surfere.
Veliku atrakciju predstavlja i lončarija drevnog naroda Marajoara, može se vidjeti u muzeju Marajó, Cachoeira do Arari. Drevni narod Marajoara živio je na otoku oko 1 000 godina, gradili su zemljane humke, kanale i brane. Mlađega datuma su svakako folklorni plesovi carimbó i lundu, porijeklom od dopremljenih crnačkih robova.
Tijekom razdoblja intenzivnih kiša, od siječnja do svibnja, teritorij otoka Marajó je uglavnom poplavljen. Otok je poznat i po velikom broju bivola, jer tamo živi najveće krdo u Brazilu. Bivoli služe za transport i u selu i u gradu, a njihovo meso je temelj tipičnim jelima toga područja. Prastanovnici Indijanci Aruã, jezičnog roda Arawakan su nestali, a prvi kontakt da ih se upozna zbio se 1877., kada je uz pomoć posljednjeg Aruã Indijanca sastavljen rječnik od 200 riječi. 
Ilha de Marajó najveći je slatkovodni otok na svijetu.

## Vanjske poveznice
- Ilha de Marajó  Arhivirana inačica izvorne stranice od 10. svibnja 2007. (Wayback Machine)